# Байер, Адриан
Адриан Байер, нем. Adrian Beier (1600—1678) — йенский священник и историк.

### Жизнь
О жизни Байера известно в первую очередь из его автобиографии. Он пишет, что дед его был лесником на юге Тюрингии, отец Кристиан (1539—1610) — судебным писарем. В 1560 г. он переселился в саксонский Глаухау (Glauchau), где в 1600 г. и родился Адриан. После смерти отца семья Адриана переехала в Ваймар, где он ходил в школу. В декабре 1618 (то есть в самом начале Тридцатилетней войны) Адриан поступил на теологический факультет йенского университета. Помимо учёбы ему постоянно приходилось подрабатывать себе на жизнь. Уже в 1619 он получил степень бакалавра, в 1622 — магистра и доктора. Но университетская карьера его не прельщала: уже в 26 лет он становится дьяконом (главной) городской церкви св. Михаила, в 1635 — архидьяконом, и остаётся на этой должности 52 года вплоть до своей смерти. В том же году он был назначен деканом философского факультета, но это играло для него второстепенную роль.
Был трижды женат. Из его 17 детей до взрослого возраста дожили 10, 7 умерли в младенчестве.
До нас сохранилось три портрета Адриана Байера: два рисованных маслом и один эстамп.
Похоронен в Йене на кладбище Johannisfriedhof. Место его могилы неизвестно.

### Писательская деятельность
С 1637 и до своей смерти в 1678 Байер пишет монументальный труд — всеохватывающее описание Йены, которое среди прочего включает в себя её архитектуру, географию, церковное устройство, устройство университета (йенский университет основан в 1558 г.) и историю города. Этот опус Байер назвал «Athenae Salanae» (AS), что значит «Афины на Заале» — иносказательное название Йены. Он состоит из 20 рукописных томов in-quarto, каждый примерно по 800 стр. Восемь томов написаны на латыни, остальные — на немецком.
При жизни Байер издал только крошечную часть своего труда. Три части AS он напечатал отдельными книгами:
- Geographus Jenensis, 1665 — описание ландшафта вокруг Йены;
- Syllabus rectorum et professorum Jenensium, 1659 — список йенских профессоров и их биографии;
- Architectus Jenensis, 1674 — путеводитель по Йене.

С тех пор до начала XX века манускрипт AS хранился в архиве нетронутым и мало кому известным. Лишь 1914 г. знаменитый йенский городской историк Херберт Кох (Herbert Koch, 1886—1982) принялся за издание части манускрипта (том 9а AS), которая на немецком языке описывает историю Йены «от начала времён» и до 1672 г., и которую сам Байер назвал «Chronicon seu Annales Jenenses». Кох в 1914 г. издал этот исторический трактат не полностью, а лишь его последнюю часть, охватывающую годы 1600—1672, то есть начиная с рождения Байера (стр. 567—716 тома 9а), и назвал эту книгу «Chronologus Jenensis».
В 1928 г. Кох издал под названием «Jenaische Annalen» ещё одну часть трактата (стр. 475—566), которая охватывает годы 1523—1599.
В 1989 г. Ilse Treager повторно издала «Chronologus Jenensis», тщательно пересмотрев и проверив текст.
Остальная часть трактата, начиная «с древних времён» и до 1523 г., остаётся до сих пор неизданной. Также остаются неизданными многие прочие тома AS.
Внимание именно к последней части исторической хроники Байера объясняется тем, что в ней современник событий описывает происшествия Тридцатилетней войны, захват Йены шведами и кайзерскими войсками, грабежи, чуму 1636 года, публичные казни преступников в городе, нападения волков на людей и пр. Это является важным источником для изучения повседневной жизни людей в XVII веке. Помимо этого хроника уникально документирует городские происшествия, так как первая газета в Йене появилась только в 1674.
Автобиография Байера содержится в 4-м томе AS, стр. 955—982. Она была опубликована Кохом в предисловии к его изданию 1914 года.

### Хроника Шмайцеля
Вторым после Байера, кто написал историю Йены, основываясь на архивных документах, был Мартин Шмайцель (Martin Schmeizel, 1679—1747). Его «Хроника» включает в себя годы 1523—1735 и не была опубликована при его жизни. Впервые её издал тюрингский архивариус Ernst Devrient в 1908 году под названием «Jenaische Stadt- und Universitäts-Chronik von Martin Schmeizel». Шмайцель был профессиональным историком и первым начал собирать все правовые документы города Йены, которые затем были опубликованы в специальном сборнике из трёх томов (Urkundenbuch der Stadt Jena) в 1888, 1903 и 1908 гг. Два последних тома были изданы тем же самым архивариусом.